# Székely Árpád (festő)
Ádámosi Székely Árpád (Marschendorf, 1861. február 28. – Budapest, 1914. május 9.) festő és illusztrátor.

## Életútja
Székely Bertalan és Kuderna Johanna fia a csehországi Marschendorfban (ma Horní Maršov) született, ahol apja éppen akkoriban művészi munkát végzett az Aichelburg grófok számára. Miután a középiskolákat Budapesten elvégezte, 1879-ben a Mintarajziskolába került, ahol apjának, majd Schulek Frigyesnek és Rauscher Lajosnak volt tanítványa. 1885-től fogva apja útmutatása mellett dolgozott, 1889–1891-ben Müncheni Képzőművészeti Akadémia növendékeként Joseph Wopfnernek és főképp Ludwig Willroidernek volt tanítványa, 1891-ben hazajött és Lotz mesteriskolájának lett tagja. Ebben a minőségében részt vett a pannonhalmi freskók megfestésében is. Hasonló dekoratív feladat volt a Budapest-ferencvárosi templom néhány ablaka üvegfestményének tervezése. 1894-ben a Műegyetemen a rajz és az ornamentika tanszékén lett tanársegéd, később adjunktus. Itt, főképp Rauscher Lajos befolyása alatt, rézkarccal kezdett foglalkozni.
Míg eddig a dekoratív feladatok, táj- és állatképek festése körül serénykedett; most megtalálta a neki leginkább való művészi technikát. Nagy szeretettel vetette magát a grafikára: rézkarcot, aquatintát, litográfiát készített szorgalmasan, nagy mennyiségben s a hozzá való előkészítő stúdiumokkal: kréta- és ceruzarajzokkal foglalkozott behatón. Egész sor ilyen műve került a kiállításokra és ilyenekre kapta 1906-ban Milánóban a nemzetközi iparművészeti kiállítás díszoklevelét, Magyarországon pedig ugyanebben az évben a Nemzeti Szalon grafikai kiállításán a második díjat.
1914. május 9-én délután 3 órakor hunyt el influenzában. Felesége Deutsch Berta volt.
Műveinek egy részét a Szépművészeti Múzeum (Budapest) grafikai osztálya szerezte meg.